# Универзитет Рајхман
Универзитет Рајхман (хебр. אוניברסיטת רייכמן) је приватни универзитет у Херцлији. Основан је 1994. године и представља једини приватни универзитет у Израелу.